# Oreorchis porphyranthes
Oreorchis porphyranthes är en orkidéart som beskrevs av Takasi Tuyama. Oreorchis porphyranthes ingår i släktet Oreorchis och familjen orkidéer. Inga underarter finns listade i Catalogue of Life.